# Shabba Doo
Shabba Doo (bürgerlich Adolfo Quiñones, * 11. Mai 1955 in Chicago, Illinois; † 29. Dezember oder 30. Dezember 2020 in Los Angeles, Kalifornien) war ein US-amerikanischer Schauspieler, Tänzer, Choreograph und Filmregisseur.

## Leben und Karriere
Quiñones wuchs in Chicago auf. Er hatte multi-ethnischen Hintergrund, sein Vater war Puerto-Ricaner und seine Mutter eine Afroamerikanerin, die Adolfo ab dem Alter von drei Jahren alleine aufzog. Er zählt zu den Erfindern des Tanzstils Locking und war Mitglied der Tanzgruppe „The Original Lockers“. Weitere Mitglieder waren Don „Campbellock“ Campbell, Fred „Rerun“ Berry und Toni Basil. In den frühen 1970er Jahren trat die Tanzgruppe in diversen US-amerikanischen Fernsehshows auf, unter anderem bei „Soultrain“, „Saturday Night Live“ oder „The Big Show“. Die Lockers wurden schnell zu den besten Tanzgruppen im Fernsehen, bekamen Sponsoren und spielten in Werbefilmen mit. Heute gelten die Lockers als die Wegbereiter des Locking-Tanzes und inspirieren noch heute viele Streetdancer.
Doch der große Erfolg kam durch seine Rolle als Ozone in dem Breakdance-Film Breakin (1984). Der Film wurde so bekannt, dass ein zweiter Teil mit dem Titel Breakin' 2: Electric Boogaloo folgte. Gemeinsam mit seinem Filmpartner Michael „Boogaloo Shrimp“ Chambers wirkte Shabba Doo später bei dem Song „I Feel For You“ der Grammy-Gewinnerin Chaka Khan mit.
Shabba Doo war mittlerweile auch als Schauspieler sehr gefragt, dadurch erhielt er Rollen in den Filmen Tango und Cash oder in Lambada. Als Filmregisseur gab er sein Debüt mit dem Film Rave – Dancing to a Different Beat, bei dem er auch als Tänzer zu sehen ist. Es folgten weitere Gastrollen in diversen Fernsehshows, unter anderem Super Mario Brothers Super Show, Eine schrecklich nette Familie, Miami Vice, What's Happening!! und in Lawrence Leung's Choose Your Own Adventure.
Neben der Schauspielerei und dem Tanzen, war Shabba Doo auch als Choreograph für Sänger wie Lionel Richie, Madonna und Luther Vandross tätig. Er war 1987 Tänzer und Hauptchoreograph für Madonnas „Who’s That Girl World Tour“.
Für die MTV-Sitcom „Blowin 'Up“, die Show von Jamie Kennedy war Shabba Doos weitere Stationen als Choreograph. Bei den 78. Academy Awards choreografierte er die Show zum Oscar-Gewinner-Song „It's Hard Out Here for a Pimp“ von der Rap-Gruppe Three Six Mafia.

## Filmografie (Auswahl)
- 1975: Saturday Night Live (Fernsehserie, Folge 1x03 „The Lockers“)
- 1980: Xanadu
- 1984: Breakin’
- 1984: Breakin' 2: Electric Boogaloo
- 1989: Tango und Cash (Tango & Cash)
- 1990: Lambada
- 1990: Deadly Dancer
- 1991: The Sitter
- 1993: Rave - Dancing to a Different Beat
- 1995: Steel Frontier
- 2005: Breakin' vs. Krumpin'